# Bükkszenterzsébet
Bükkszenterzsébet é um município da Hungria, situado no condado de Heves. Tem 24,86 km² de área e sua população em 2015 foi estimada em 1.067 habitantes.